# Crise bósnia

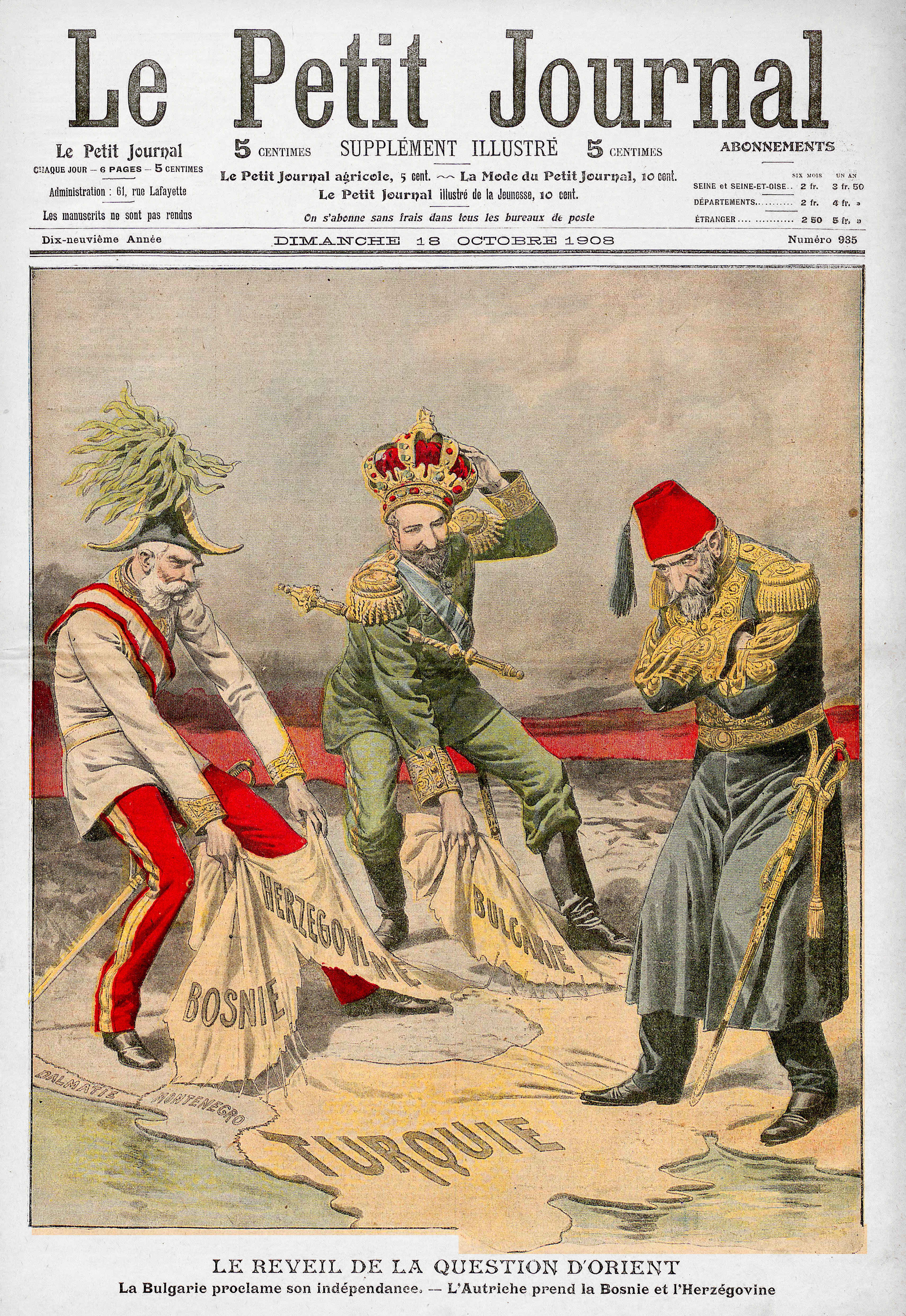
Capa do periódico francês Le Petit Journal sobre a crise da Bósnia: o Príncipe Fernando I da Bulgária declara independência e é proclamado czar, e o imperador austríaco Francisco José anexa a Bósnia e Herzegovina, enquanto o sultão otomano apenas observa

A crise da Bósnia ou crise bósnia de 1908-1909, também conhecida como a crise da anexação, irrompeu na opinião pública quando, em 5 de outubro de 1908, a Bulgária proclamou a sua independência e no dia seguinte, a Áustria-Hungria anunciou a anexação da Bósnia e Herzegovina, que já estava sob administração austro-húngara desde o Congresso de Berlim de 1878, quando foi lhe concedido o direito de ocupá-las. 
A Rússia, o Império Otomano, a Grã-Bretanha, a Itália, a Sérvia, o Montenegro, a Alemanha e a França tiveram um grande interesse nesses eventos. Sérvia e Rússia protestaram contra a anexação da Bósnia, mas recuaram quando a Alemanha afirmou que apoiava a Áustria-Hungria. Nem a Rússia ou a Sérvia estavam preparadas para entrar em guerra com a Alemanha. Em abril de 1909, o Tratado de Berlim foi alterado para aceitar o novo "status quo" para trazer um fim à crise. A crise danificou permanentemente as relações entre a Áustria-Hungria, por um lado, e da Rússia e da Sérvia por outro. A anexação e as reações foram uma das causas que contribuíram para a Primeira Guerra Mundial.

## Contexto
A metade da década de 1870 testemunhou uma série de rebeliões violentas contra o domínio otomano nos Bálcãs e respostas igualmente violentas dos turcos. O czar russo, Alexandre II, querendo intervir contra os otomanos, procurou e obteve um acordo com a Áustria-Hungria. Nas Convenções de Budapeste de 1877, as duas potências concordaram que a Rússia anexaria a Bessarábia, e os austro-húngaros se manteriam neutros em relação à Rússia na guerra iminente com os turcos. Como compensação por esse apoio, os russos concordaram com o controle da Bósnia-Herzegovina pela Áustria-Hungria.
Pouco tempo depois, os russos declararam guerra e expulsaram os turcos implacavelmente de volta a alguns quilômetros de Constantinopla. O que impediu os russos de retirar completamente os turcos da Europa foi a disposição das outras grandes potências, particularmente a Grã-Bretanha e a Áustria-Hungria, de aplicar um tratado anterior, a Convenção de Londres sobre os Estreitos em 1841, que declarava que o Estreito de Constantinopla e o Estreito de Dardanelos seriam fechados para navios não-turcos durante o tempo de guerra. Isso teve o efeito de engarrafar a frota russa no Mar Negro. Após a vitória na guerra, os russos impuseram o Tratado de Santo Estêvão sobre os otomanos, que, em parte, renegaram as promessas feitas na Convenção de Budapeste e declararam que a Bósnia-Herzegovina seria ocupada conjuntamente por tropas russas e austríacas.
O Tratado de Berlim de 1878 revisou muitos pontos do antigo Tratado de Santo Estêvão. Nos termos do artigo 29, a Áustria-Hungria recebeu direitos especiais nas províncias otomanas da Bósnia-Herzegovina e o sanjaco de Novi Pazar. O Artigo 25 afirmava que "As províncias da Bósnia e Herzegovina serão ocupadas e administradas pela Áustria-Hungria" e continuou "A Áustria-Hungria reserva-se o direito de manter guarnições e ter estradas militares e comerciais em toda a área dessa porção do sanjaco de Novi Pazar, do antigo vilaiete da Bósnia .".
A Áustria-Hungria exerceu seus direitos legais, assumindo o controle da Bósnia-Herzegovina e ocupando conjuntamente o sanjaco de Novi Pazar com o Império Otomano. O Tratado de Berlim permitiu a ocupação austríaca exclusiva da Bósnia-Herzegovina, mas não especificou uma disposição final das províncias. Esta omissão foi abordada no tratado da Liga dos Três Imperadores de 1881, onde tanto a Alemanha quanto a Rússia endossaram o direito da Áustria de anexar a Bósnia-Herzegovina. Um tratado comercial bilateral entre a Áustria e a Sérvia no mesmo ano tinha um anexo secreto, afirmando que "a Sérvia 'não permitiria que nenhuma intriga política, religiosa ou outra fosse dirigida de seu território contra a monarquia austro-húngara, incluindo a Bósnia, Herzegovina e o sanjaco de Novi Pazar'". No entanto, em 1897, sob o novo czar, Nicolau II, o governo imperial russo novamente retira o seu apoio à anexação austríaca da Bósnia-Herzegovina. O ministro das Relações Exteriores da Rússia, conde Michael Muraviev, afirmou que uma anexação austríaca da Bósnia-Herzegovina levantaria "uma extensa questão que requer um exame especial".  A Sérvia permitiu que suas obrigações sob o tratado comercial de 1881 expirassem em 1899.

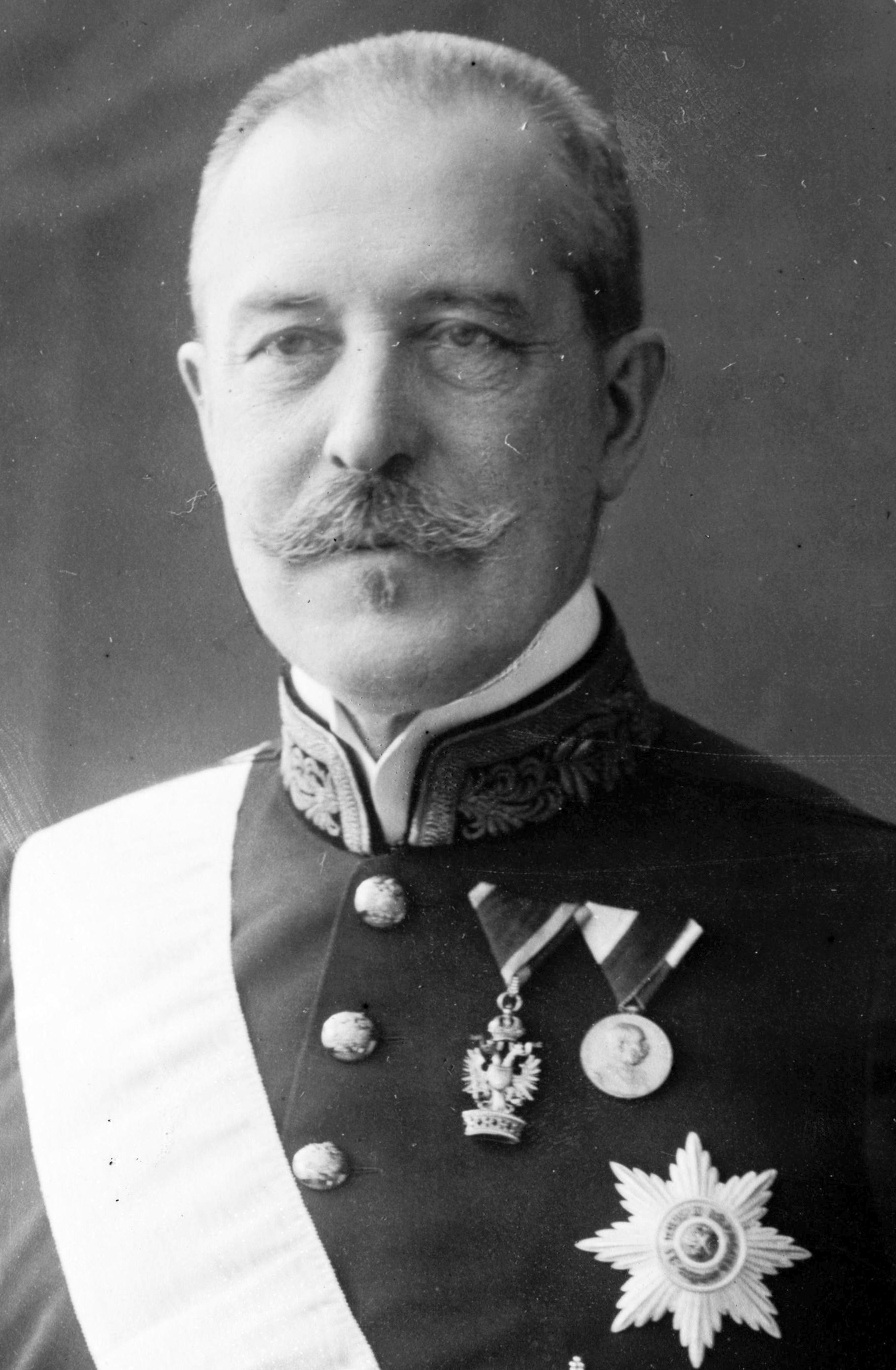
O ministro de Relações Exteriores da Áustria-Hungria, Alois Lexa von Aehrenthal, foi um dos principais articuladores da anexação da Bósnia-Herzegovina.

Em 1903, o rei da Sérvia foi assassinado em um golpe e a dinastia pró-russa Karađorđević subiu ao trono. Os novos governantes eram amplamente interessados na expansão para a Bósnia. A Sérvia queria assumir o sanjaco de Novi Pazar e a Bósnia-Herzegovina dos austro-húngaros. As relações entre a Sérvia e a Áustria-Hungria deterioraram-se gradualmente. No entanto, a capacidade da Rússia de apoiar a Sérvia foi bastante reduzida após a derrota na Guerra Russo-Japonesa de 1905 e a agitação interna que se seguiu.
Em 1907, o ministro das Relações Exteriores austro-húngaro, Alois Aehrenthal, começou a formular um plano para solidificar a posição da Áustria-Hungria em relação à Sérvia por meio da anexação da Bósnia-Herzegovina, que era um dos objetivos políticos do diplomata. Sua oportunidade veio na forma de uma carta do ministro das Relações Exteriores da Rússia, Alexander Izvolsky – propondo a anexação austríaca das províncias como parte de um acordo para garantir um melhor acesso ao estreito turco para navios de guerra russos  – e uma reunião subsequente no castelo de Buchlau, na Morávia, Áustria-Hungria.

## Barganha de Buchlau

### Troca de cartas
Em 2 de julho de 1908, o chanceler russo Alexander Izvolsky enviou uma carta ao chanceler austro-húngaro Alois Aehrenthal e propôs mudanças recíprocas no Tratado de Berlim, em favor do interesse russo no Estreito de Constantinoplae dos interesses austro-húngaros em na anexação da Bósnia-Herzegovina e do sanjaco de Novi Pazar. Em 14 de julho, Aehrenthal aceitou cautelosamente as discussões propostas. Em 10 de setembro, após longas e complexas discussões dentro do Governo Imperial discutindo as propostas de Izvolsky para a Áustria-Hungria, Aehrenthal esboçou um conjunto ligeiramente diferente de contrapropostas para ele: ele propôs uma atitude amigável da Rússia à anexação austro-húngara da Bósnia-Herzegovina, enquanto que a Áustria-Hungria retiraria suas tropas do sanjaco. A carta então se oferecia para discutir, como um assunto separado, a questão do Estreito, de forma amigável. Aehrenthal propôs que, caso um acordo sobre a Bósnia-Herzegovina fosse alcançado, seu governo não - caso os russos posteriormente propusessem reivindicar o direito de dispor sua frota do Mar Negro e proteger seu acesso ao Mediterrâneo através do Bósforo - apoiaria o Império Otomano.

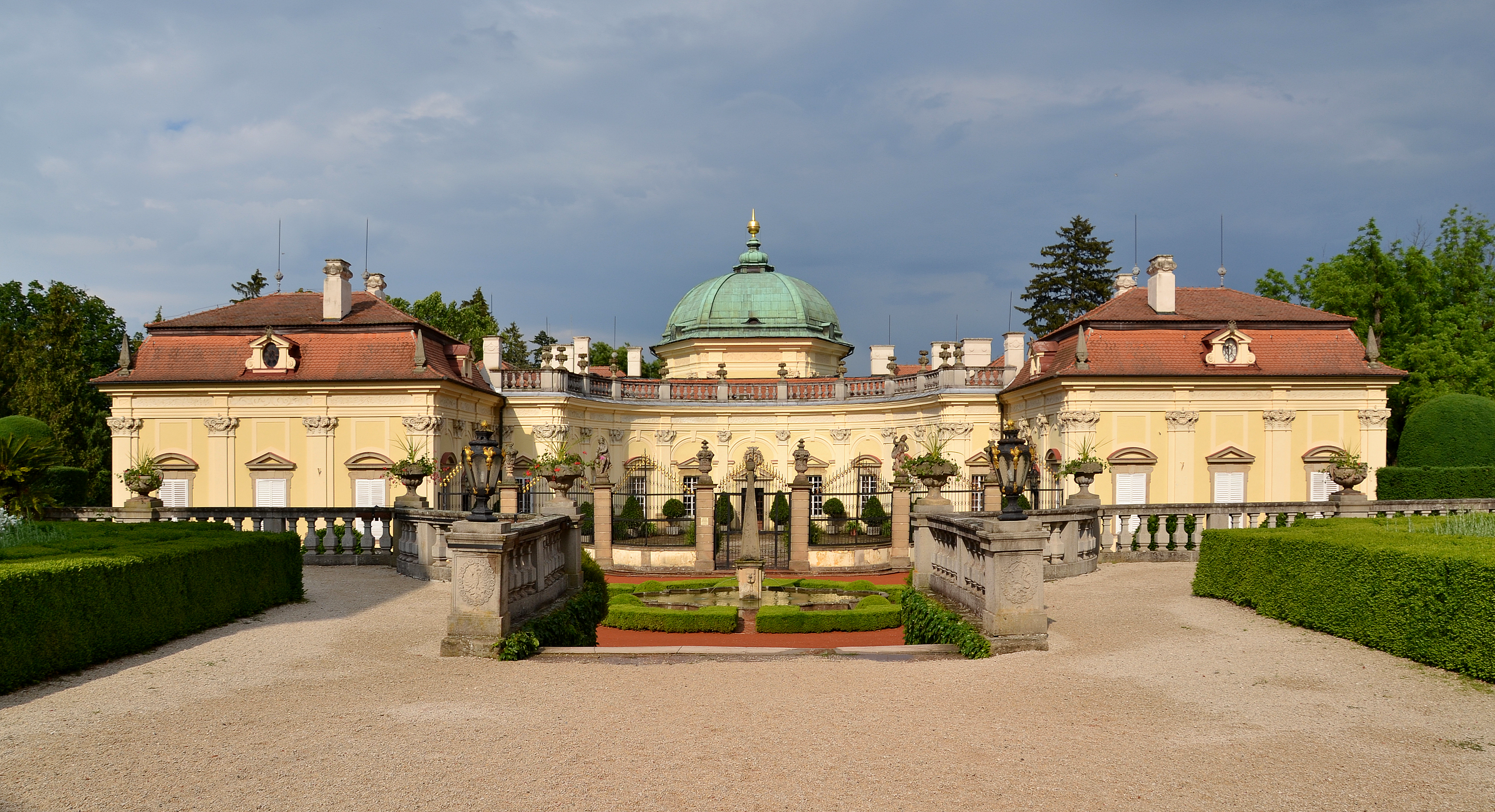
Castelo de Buchlovice (Buchlau).

### Encontro em Buchlau
Em 16 de setembro, Izvolsky e Aehrenthal se encontraram no Castelo de Buchlau na Morávia, residência particular do conde Leopold Berchtold, embaixador da Áustria-Hungria em São Petersburgo. Nenhuma ata foi registrada durante essas reuniões privadas, que duraram um total de seis horas. Izvolsky aceitou a responsabilidade de redigir as conclusões das reuniões e encaminhá-las a Aehrenthal. Em 21 de setembro, Aehrenthal escreveu a Izvolsky pedindo este documento, ao qual Izvolsky respondeu dois dias depois que o documento havia sido enviado ao czar para aprovação. Este documento, se alguma vez existiu, nunca foi produzido.

## A anexação
Em 6 de Outubro, um dia após a Bulgária declarar a sua independência do Império Otomano, o Imperador Francisco Joséanunciou ao povo deste agora ex-território otomano (ocupado pela Áustria durante 30 anos) a sua determinação em os reconhecer e conceder-lhes um regime autónomo e constitucional, sob sua autoridade como soberano anexador. No dia seguinte, a Áustria-Hungria anunciou sua retirada do sanjaco de Novi Pazar. A independência da Bulgária e a anexação da Bósnia não foram previstas pelo Tratado de Berlim e desencadearam uma enxurrada de protestos e discussões diplomáticas.

### Reação sérvia
A Sérvia mobilizou seu exército, e em 7 de outubro o Conselho da Coroa Sérvia exigiu que a anexação fosse revertida ou, caso contrário, a Sérvia deveria receber uma compensação, que foi definida em 25 de outubro como uma faixa de terra na porção mais ao norte do sanjaco de Novi Pazar. No final, essas exigências foram rejeitadas. Os sérvios, juntamente aos montenegrinos, assumiram o controle do sanjaco após as guerras dos Bálcãs.